# U-46 (1938)
U-46 — средняя немецкая подводная лодка типа VIIB времён Второй мировой войны.

## История
Заказ на постройку субмарины был выдан 21 ноября 1936 года. Лодка была заложена 24 февраля 1937 года на верфи «Германиаверфт» в Киле под строительным номером 581, спущена на воду 10 сентября 1938 года. Лодка вошла в строй 2 ноября 1938 года под командованием капитан-лейтенанта Херберта Солера.

## Командиры
- 2 ноября 1938 года — 21 мая 1940 года Херберт Солер
- 22 мая 1940 года — 24 сентября 1941 года капитан-лейтенант Энгельберт Эндрас (кавалер Рыцарского железного креста)
- октябрь — 19 ноября 1941 года Петер-Оттман Грау
- 20 ноября 1941 года — март 1942 года оберлейтенант цур зее Константин фон Путткамер
- март — апрель 1942 года Курт Нойберт
- 20 апреля — май 1942 года Эрнст фон Витцендорф
- май — июль 1942 года Франц Саар
- август 1942 — 30 апреля 1943 года Иоаким Кнехт
- 1 мая — октябрь 1943 года оберлейтенант цур зее Эрих Йевински

## Флотилии
- 2 ноября 1938 года — 1 сентября 1941 года — 7-я флотилия
- 2 сентября 1941 года — 31 марта 1942 года — 26-я флотилия (учебная)
- 1 апреля 1942 года — 1 июля 1942 года — 24-я флотилия (учебная)
- 1 сентября 1942 года — 1 октября 1943 года — 24-я флотилия (учебная)

## История службы
Лодка совершила 13 боевых походов.
Потопила 20 судов суммарным водоизмещением 85 792 брт, 2 вспомогательных военных корабля суммарным водоизмещением 35 284 брт, повредила 4 судна суммарным водоизмещением 25 491 брт, ещё одно судно водоизмещением 2080 брт после повреждений не восстанавливалось.
Выведена из эксплуатации в Нойштадте в октябре 1943 года. Затоплена 4 мая 1945 года в заливе Купфермюлен, в районе с координатами 54°50′ с. ш. 09°29′ в. д..

## Волчьи стаи
U-46 входила в состав следующих «волчьих стай»:
- Рёзинг 12 июня — 15 июня 1940
- безымянная 13 августа — 16 августа 1940
- безымянная 17 октября — 19 октября 1940
- безымянная 19 октября — 20 октября 1940

## Происшествия
- 13 апреля 1940 года во время битвы за Нарвик лодка была атакована глубинными бомбами с эсминцев, сопровождавших HMS Warspite и получила повреждения.
- 3 августа 1940 года британская подводная лодка HMS Triad к северу от Бергена обнаружила патрулирующую U-46. Не имея возможности выхода в торпедную атаку Triad всплыла и открыла огонь из артиллерийского орудия калибра 102 мм U-46 уклонилась погружением, Triad также погрузилась и попыталась обнаружить немецкую субмарину, но потеряла контакт.
- 27 сентября 1940 года подлодка непреднамеренно погрузилась, в результате чего с ходового мостика смыло двух человек, старшего боцмана и старшего матроса.
- 25 октября 1940 года 3 самолёта типа «Hudson» атаковали лодку. Один член экипажа, старший матрос, был ранен и на следующий день скончался.
- 27 марта 1941 года волной смыло одного члена экипажа — обер-лейтенанта.
- 3 апреля 1941 года U-46 была вынуждена досрочно вернуться на базу из-за неустранимых проблем со щитами, закрывающими торпедные аппараты.
- 8 июня 1941 года торпедированный британский танкер Ensis пошёл на таран атаковавшей его U-46 и повредил её рубку и перископ. Для исправления полученных повреждений лодка была вынуждена досрочно покинуть позицию и возвращаться на базу.

## Потопленные суда
| Название            | Тип                     | Принадлежность | Дата             | Тоннаж (БРТ) | Груз                                                                         | Судьба                            | Место                     |
| City of Mandalay    | грузовое судно          | Великобритания | 17 октября 1939  | 7 028        | генеральный груз, состоящий из чая, каучука и саго                           | потоплен                          | 44°57′ с. ш. 13°36′ з. д. |
| Rudolf              | грузовое судно          | Норвегия       | 21 декабря 1939  | 924          | в балласте                                                                   | потоплен                          | 58°07′ с. ш. 1°32′ в. д.  |
| HMS Carinthia       | вспомогательный крейсер | Великобритания | 6 июня 1940      | 20 277       |                                                                              | потоплен                          | 53°13′ с. ш. 10°40′ з. д. |
| Margareta           | грузовое судно          | Финляндия      | 9 июня 1940      | 2 155        | 1434 тонны орехов                                                            | потоплен по ошибке                | 45°00′ с. ш. 14°30′ з. д. |
| Athelprince         | танкер                  | Великобритания | 11 июня 1940     | 8 782        | в балласте                                                                   | поврежден                         | 43°42′ с. ш. 13°20′ з. д. |
| Barbara Marie       | грузовое судно          | Великобритания | 12 июня 1940     | 4 223        | 7200 тонн железной руды                                                      | потоплен                          | 44°16′ с. ш. 13°51′ з. д. |
| Willowbank          | грузовое судно          | Великобритания | 12 июня 1940     | 5 041        | 8750 тонн кукурузы                                                           | потоплен                          | 44°16′ с. ш. 13°54′ з. д. |
| Elpis               | грузовое судно          | Греция         | 17 июня 1940     | 3 651        | пшеница                                                                      | потоплен                          | 43°46′ с. ш. 14°06′ з. д. |
| Alcinous            | грузовое судно          | Нидерланды     | 16 августа 1940  | 6 189        | генеральный груз                                                             | поврежден                         | 57°16′ с. ш. 17°02′ з. д. |
| Leonidas M. Valmas  | грузовое судно          | Греция         | 20 августа 1940  | 2 080        | 3859 м³ леса, досок и дранок                                                 | торпедирован, не восстанавливался | 53°13′ с. ш. 10°38′ з. д. |
| HMS Dunvegan Castle | вспомогательный крейсер | Великобритания | 27 августа 1940  | 15 007       |                                                                              | потоплен                          | 55°05′ с. ш. 11°00′ з. д. |
| Ville de Hasselt    | пассажирский лайнер     | Бельгия        | 31 августа 1940  | 7 461        | 800-900 тонн генерального груза                                              | потоплен                          | 56°30′ с. ш. 13°00′ з. д. |
| Thornlea            | грузовое судно          | Великобритания | 2 сентября 1940  | 4 261        | 6400 тонн угля                                                               | потоплен                          | 55°41′ с. ш. 14°20′ з. д. |
| Luimneach           | грузовое судно          | Ирландия       | 4 сентября 1940  | 1 074        | 1250 тонн железного колчедана                                                | потоплен                          | 47°50′ с. ш. 9°12′ з. д.  |
| Coast Wings         | грузовое судно          | Великобритания | 26 сентября 1940 | 862          | генеральный груз                                                             | потоплен                          | 49°20′ с. ш. 14°40′ з. д. |
| Siljan              | грузовое судно          | Швеция         | 26 сентября 1940 | 3 058        | уголь                                                                        | потоплен                          | 50°14′ с. ш. 17°53′ з. д. |
| Beatus              | грузовое судно          | Великобритания | 18 октября 1940  | 4 885        | 1626 тонн стали, 5874 тонн леса, один самолёт в контейнере на верхней палубе | потоплен                          | 57°31′ с. ш. 13°10′ з. д. |
| Convallaria         | грузовое судно          | Швеция         | 18 октября 1940  | 1 996        | 5039 м³ балансовой древесины                                                 | потоплен                          | 57°22′ с. ш. 11°11′ з. д. |
| Gunborg             | грузовое судно          | Швеция         | 18 октября 1940  | 1 572        | 5200 м³ балансовой древесины                                                 | потоплен                          | 57°14′ с. ш. 11°00′ з. д. |
| Ruperra             | грузовое судно          | Великобритания | 19 октября 1940  | 4 548        | стальные болванки, чугунный лом, один самолёт                                | потоплен                          | 57°00′ с. ш. 16°00′ з. д. |
| Janus               | танкер                  | Швеция         | 20 октября 1940  | 9 965        | 13855 тонн мазута                                                            | потоплен                          | 56°36′ с. ш. 15°03′ з. д. |
| Liguria             | грузовое судно          | Швеция         | 29 марта 1941    | 1 751        | уголь                                                                        | потоплен                          | 60°00′ с. ш. 29°00′ з. д. |
| Castor              | танкер                  | Швеция         | 30 марта 1941    | 8 714        | 12000 тонн нефти                                                             | потоплен                          | 57°59′ с. ш. 32°08′ з. д. |
| British Reliance    | танкер                  | Великобритания | 2 апреля 1941    | 7 000        | 9967 тонн газойля                                                            | потоплен                          | 58°21′ с. ш. 28°30′ з. д. |
| Alderpool           | грузовое судно          | Великобритания | 3 апреля 1941    | 4 313        | 7200 тонн пшеницы                                                            | поврежден                         | 58°21′ с. ш. 27°59′ з. д. |
| Ensis               | танкер                  | Великобритания | 8 июня 1941      | 6 207        | в балласте                                                                   | поврежден                         | 48°46′ с. ш. 29°14′ з. д. |
| Phidias             | грузовое судно          | Великобритания | 9 июня 1941      | 5 623        | 3500 тонн правительственного имущества, включая боеприпасы и 14 самолётов    | потоплен                          | 48°25′ с. ш. 26°12′ з. д. |